# Диллон, Азия Кейт
Азия Кейт Ди́ллон (англ. Asia Kate Dillon; род. 15 ноября 1984) — американская актриса, известная своими ролями в сериалах — Брэнди Эппс в «Оранжевый — хит сезона» и Тейлор Мейсон в «Миллиардах», а также Судьи в полнометражном фильме «Джон Уик 3».

## Биография
Родилась 15 ноября 1984 года в Итаке, штат Нью-Йорк. Родственники по отцовской линии — евреи. В 16 лет Азия поступила в Американскую академию мюзикла и драмы, став самым юным студентом в истории этого учебного заведения. Параллельно Диллон подрабатывала ассистентом преподавателя и помощником режиссёра.
В 2007 году её взяли на роль трагически погибшей американской активистки Рэйчел Корри в пьесе Кэтрин Винер и Алана Рикмана «Меня зовут Рэйчел Корри».
Популярность ей принесло исполнение роли расистки Брэнди Эппс в нашумевшем телепроекте Netflix «Оранжевый — хит сезона» в 2016 году. За роль в сериале «Миллиарды» Азия была дважды номинирована на Critics’ Choice Movie Awards (2018, 2019).
В ноябре 2018 года было объявлено, что Диллон исполнит одну из главных ролей в трагикомедийном фильме Казимира Носковски «Запредельная история», где их партнёрами станут Брайан Тайри Генри и Соникуа Мартин-Грин.

## Личная жизнь
Диллон идентифицирует себя как пансексуала и небинарную персону:

«Небинарность — термин, используемый некоторыми людьми, включая меня, чья гендерная идентичность выходит за пределы традиционных представлений о мужчине и женщине».
Оригинальный текст (англ.)Non-binary is a term used by some people, myself included, who feel that their gender identity falls outside the tradition boxes of man or woman.

Азия использует местоимение "они". По словам актрисы, помочь в самоидентификации ей смогла роль в «Миллиардах», где она сыграла подобного персонажа. При этом Азия не задумывается о транс-переходе.
Она является сторонником движения Black Lives Matter и сооснователем продюсерского центра Mirror / Fire Productions, занимающейся проектами в защиту прав и свобод и разрушение расовых стереотипов.

## Фильмография

### Кино
| Год  | Название             | Роль                        | Прим.                  |
| ---- | -------------------- | --------------------------- | ---------------------- |
| 2009 | Мои попкорновые ночи | Азия                        | короткометражный фильм |
| 2015 | Опус для всех        | Бездомная женщина / Люцифер | [ 14 ]                 |
| 2019 | Джон Уик 3           | Судья                       |                        |
| 2020 | Запредельная история | Инес                        | постпродакшн           |

### Телевидение
| Год        | Название                            | Роль                  | Прим.                  |
| ---------- | ----------------------------------- | --------------------- | ---------------------- |
| 2011       | Удар об стену                       | Джоселин              | [ 15 ]                 |
| 2011       | Маркус Гарлард: Необходимый вариант | Азия                  |                        |
| 2015       | Юная                                | бритоголовая девушка  | эпизод 'IRL'           |
| 2015       | Мастер не на все руки               | девушка № 1           | эпизод 'План 'Б'       |
| 2016       | Мы все умрём                        | продавщица в сексшопе | короткометражный фильм |
| 2016-н. в. | Оранжевый — хит сезона              | Брэнди Эппс           | 8 эпизодов             |
| 2017-н. в. | Миллиарды                           | Тейлор Мейсон         | 23 эпизода             |
| 2019       | gen:LOCK                            | Валь / энтина         | веб-сериал             |